# Tetragonias
Tetragonias es un género extinto de sinápsidos.